# 邵應鳳
邵應鳳，江南人，清朝政治人物。
乾隆三十七年十一月，擔任清朝廣東省潮州府豐順縣知縣。后由溫立廣接任。